# Dipturus
Dipturus är ett släkte av rockor som beskrevs av Rafinesque 1810. Dipturus ingår i familjen egentliga rockor.

## Dottertaxa tillDipturus, i alfabetisk ordning[1][2]
- Dipturus acrobelus
- Dipturus apricus
- Dipturus argentinensis
- Dipturus australis
- Dipturus batis
- Dipturus bullisi
- Dipturus campbelli
- Dipturus canutus
- Dipturus cerva
- Dipturus confusus
- Dipturus crosnieri
- Dipturus diehli
- Dipturus doutrei
- Dipturus ecuadoriensis
- Dipturus endeavouri
- Dipturus falloargus
- Dipturus flavirostris
- Dipturus flindersi
- Dipturus garricki
- Dipturus gigas
- Dipturus grahami
- Dipturus gudgeri
- Dipturus healdi
- Dipturus innominatus
- Dipturus johannisdavisi
- Dipturus kwangtungensis
- Dipturus laevis
- Dipturus lanceorostratus
- Dipturus leptocauda
- Dipturus linteus
- Dipturus macrocauda
- Dipturus melanospilus
- Dipturus mennii
- Dipturus nidarosiensis
- Dipturus oculus
- Dipturus olseni
- Dipturus oregoni
- Dipturus oxyrinchus
- Dipturus polyommata
- Dipturus pullopunctatus
- Dipturus queenslandicus
- Dipturus springeri
- Dipturus stenorhynchus
- Dipturus teevani
- Dipturus tengu
- Dipturus trachyderma
- Dipturus wengi
- Dipturus whitleyi
- Dipturus wuhanlingi